# نی‌ایمی، اوکایاما
نی‌ایمی در استان اوکایاما در کشور ژاپن واقع شده‌است  که دارای جمعیت ۳۵٬۰۲۲ نفر و مساحت ۷۹۳٫۲۷ کیلومتر مربع با تراکم جمعیت ۴۴٫۱  نفر در کیلومترمربع است و در تاریخ ۱ ژوئن ۱۹۵۴ به عنوان شهر شناخته شد.

## نگارخانه

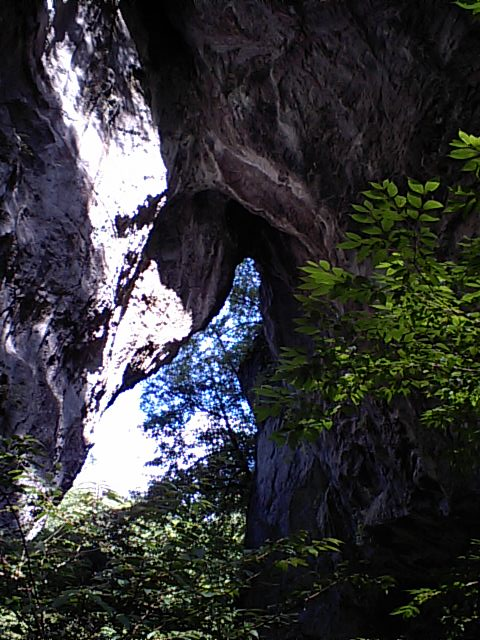
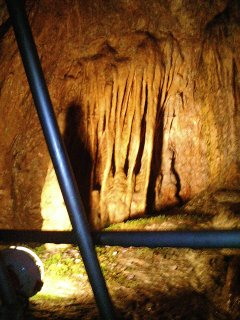
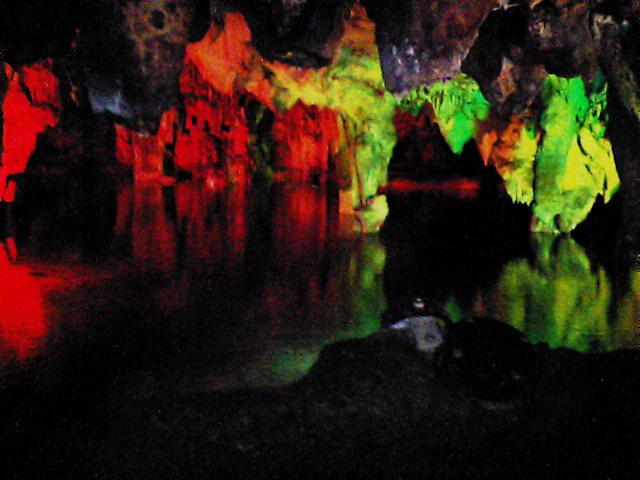
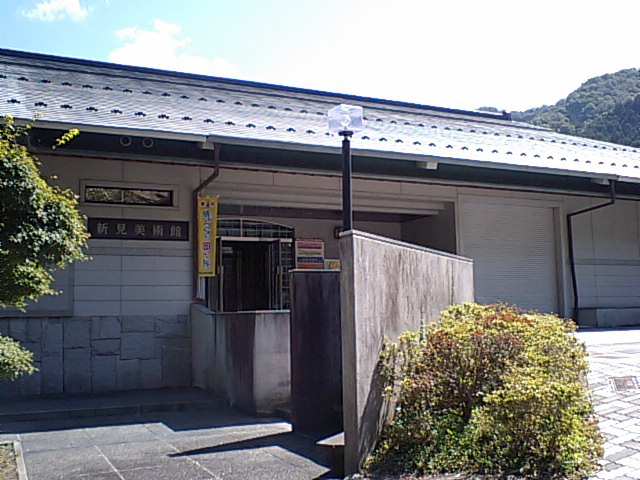